# Ernst Marinus Bosch
Ernst Marinus Bosch (Den Haag, 10 september 1934 - Arnhem, 6 november 2019) was een Nederlandse beeldende kunstenaar en schilder gedurende zijn werkzame leven. 
Tijdens zijn opleiding op de Koninklijke Academie van Beeldende Kunsten (Den Haag) werd hij uitgenodigd door de Accademia di Belle Arti in Verona om daar een jaar opleiding te mogen genieten en heeft hij aan de École nationale supérieure des beaux-arts (Parijs) de Cours de Perfectionnement in Parijs gevolgd.
Na zijn afstuderen heeft hij zich gevestigd in Den Haag waar hij onderdeel werd van de brede beweging van de Nieuwe Haagse School zonder zich daar van bewust te zijn, omdat deze benaming pas later aan deze beweging werd toegekend.
Hij was gedurende de periode 1954-1971 woonachtig in Den Haag en lid van Arti et Industriae vanaf 1959. In deze periode trok hij op met de kunstenaars die in verschillende verbanden de Nieuwe Haagse School vormden. Hij exposeerde met hen in Pulchri Studio en bij Polder in Den Haag. Naast zijn werkzaam leven en zijn gezinsleven (Marion en Coert zijn geboren in 1961 en 1964) is hij altijd bezig geweest met het maken van eigen werk en heeft hij ook in opdracht werk gemaakt. Werken van hem zijn in binnen- en buitenland verkocht.
Zijn persoonlijke ontwikkeling kende verschillende fases waarbij speciaal gemeld moet worden de periode vanaf 1983 wanneer hij zich zelfstandig vestigt in de Driekoningendwarsstraat in Arnhem. Vanaf dat moment is hij in staat om grote werken te maken wat resulteerde in metershoge composities waarbij de positieve en negatieve kwaliteiten van de mens in De Nieuwe Parade (oorlog versus vrede) en Het Menselijk Vermogen (milieu versus liefde) de eerste thema’s vormden maar vervolgens ging zijn voorliefde over in Mens onder Mensen een ontdekkingstocht naar het wezen van het mens zijn als individu in een samenleving. Deze werken worden tentoongesteld op de Floriade 1992 (Het Menselijk Vermogen) en het Gelders Vermogen 1995 (alle drie de werken).
Zijn persoonlijke omstandigheden (verliezen van zoon bij een auto-ongeluk) en de werkzaamheden aan Mens onder Mensen vormen vanaf 1997 de opmaat voor zijn ontdekkingstocht door het Rhizoom (de wortelstok).
Bosch vond inspiratie bij de Franse filosoof Gilles Deleuze (1925–1995) die de wortelstok beschreef als de eindeloze mogelijkheden die een mens heeft om altijd en overal een andere route in zijn leven te nemen. Het inspireerde Ernst Bosch om kunst te gaan maken die vanuit alle verschillende perspectieven te bezien is en dan verschillende beelden oplevert. Eerst tweedimensionaal en vervolgens driedimensionaal. Met als oproep aan de kunstwereld om dit thema in zijn oneindige mogelijkheden verder uit te werken. Tot aan het einde van zijn leven heeft hij hiermee geëxperimenteerd en een collectie werken nagelaten. Een groot deel hiervan wordt beheerd door de coöperatie CoKunst U.A.
Hij was getrouwd met Rita Wolbeek, en samen hadden ze twee kinderen.

## Opleiding
- Koninklijke Academie van Beeldende Kunsten (Den Haag) 1953-1957
- École des Beaux-Arts (Parijs) 1954
- Accademia di Belle Arti (Verona) 1956

## Leermeesters
Jan van Heel, Herman Berserik, Nol Kroes

## Banen
- Ontwerper bij Rath en Doodeheefver 1960-1961
- Partner in zeefdrukkerij Graphic Screen 1961-1970
- Hoofddocent LOI 1970-1973
- Directeur Stichting voor Beeldende en kunstzinnige Vorming 1973-1980
- Stichting Leerplan Ontwikkeling 1981-1982
- Belangrijke projecten bij SBV:
- Utrecht in de middeleeuwen
- Het 3 kastelenproject
- Een monument vol monumenten
- Van Mesdag tot Mondriaan
- Rotterdam – een nieuw gezicht
- Altijd kunstenaar maar zelfstandig kunstenaar vanaf 1983. In eigen Galerie Art-positive-Art te Arnhem

## Bepalende werken
- One world or no world, 1964
- Amor en Psyche, 1975
- La Bien-aimée, 1982 - 1983
- The Escape, 1984
- De Juwelen van Madonna, 1984
- De Nieuwe Parade, 1983 - 1985
- Het Menselijk Vermogen, 1991
- Mens onder Mensen, 1993

## Boek uitgaven
- Beeldinslag Kunstprojecten, Ernst Bosch, 1995
- Ernst Bosch, Rhizomatic painting, 2007
- Ernst Bosch, De plaatjesmaker, 2015

- International Standard Name Identifier: 0000 0003 9061 2598
- Nederlandse Thesaurus van Auteursnamen: 071758852
- RKD-Nederlands Instituut voor Kunstgeschiedenis: 11004
- Système universitaire de documentation: 133771571
- Virtual International Authority File: 284288794